# Umm Qirfa
Umm Qirfa (in arabo ﺍﻡ ﻗﺮﻓـة‎?; fl. VII secolo) fu una donna beduina araba molto onorata che guidava la tribù araba dei Banū Fazāra nel Wādī al-Qurā.
Era moglie di Malik ibn Ḥudhayfa ibn Badr al-Fazārī  e si dice che fosse fatta uccidere da Zayd ibn Ḥāritha, su ordine di Maometto, facendola squarciare da due dromedari, aizzati a muoversi in direzioni opposte dopo aver fatto legare le sue gambe alle bestie. La sua testa, spiccata dal busto, sarebbe stata poi mostrata nelle straducole di Medina.
Esiste tuttavia un'altra versione meno truculenta, riportata in modo autorevole, dal tradizionista Muslim, secondo la quale la donna, fatta prigioniera con la figlia, sarebbe stata scambiata da Maometto con alcuni musulmani prigionieri a La Mecca.
Ibn Isḥāq, il primo biografo di Maometto, scrive che:
(Ṭabarī, Vol. 8. p. 96)